# Aphis viticis
Aphis viticis är en insektsart som beskrevs av Ferrari 1872. Aphis viticis ingår i släktet Aphis och familjen långrörsbladlöss. Inga underarter finns listade i Catalogue of Life.